# Povstání sansculotů (1793)

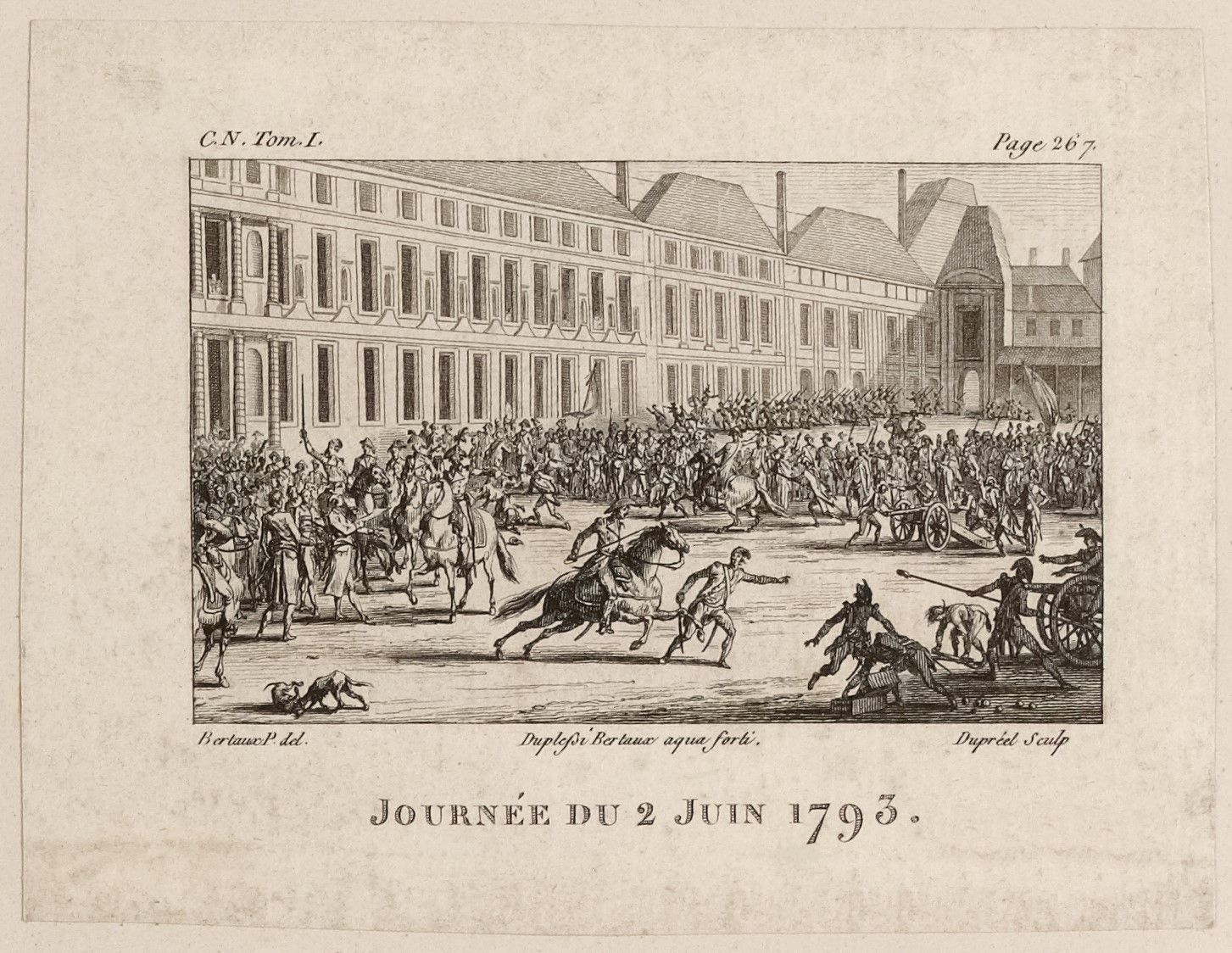
Povstání 2. června 1793, Národní garda před Konventem (Pierre-Gabriel Berthault, musée Carnavalet).

Povstání sansculotů bylo lidové povstání za Francouzské revoluce ve dnech 31. května a 2. června 1793. Výsledkem bylo vyloučení a zatčení girondistických poslanců z Národního konventu pod tlakem Pařížské komuny, kde měli sansculoti převahu, a Národní gardy pod velením Françoise Hanriota.

## Okolnosti
Po oznámení zrady generála Charlese-Francoise Dumourieze 1. dubna 1793, který přešel na stranu Rakušanů, se konflikt mezi girondisty a Horou vyostřil. V rámci pařížských a venkovských sekcí probíhal od ledna boj mezi umírněnými, blízkými girondistům, a radikály, reagujícími na požadavky zběsilých, kteří v souvislosti s kolapsem asignátu, inflace, zvýšení životních náklad, recese a úbytku pracovních příležitostí, požadovali zdanění, rekvizice potravin, veřejnou pomoc pro chudé a rodiny dobrovolníků, státem garantovaný pevný kurs asignátu a tažení proti překupníkům. Toto hnutí ztělesnili Jacques Roux a Jean-François Varlet v Paříži, Taboureau de Montigny v Orléans, Joseph Chalier a Jean-Théophile Leclerc v Lyonu. Ode dne oznámení Dumouriezovy zrady založil Varlet revoluční ústřední výbor v Biskupském paláci, zatímco Jacques Roux vyprovokoval vytvoření generálního shromáždění dozorčích výborů Paříže, které získalo podporu Komuny. Nepřátelsky k girondistům se postavil i výbor a valná hromada, tajemník výboru Germain Truchon, odpůrce Rouxe.
Dne 3. dubna Robespierre požadoval před Konventem obžalobu kompliců generála, který byl prohlášen za zrádce země, zejména girondisty Brissota, útok opakoval 10. dubna.
Dne 5. dubna klub jakobínů, kterému předsedal Marat, rozeslal přidruženým společnostem oběžník, ve kterém je vyzval, aby požadovaly odvolání poslanců, kteří hlasovali pro odvolání k lidu během procesu s Ludvíkem XVI. V reakci na to 13. dubna na návrh Guadeta Konvent hlasoval pro obžalobu Marata. 226 hlasů bylo pro, 93 proti a 47 se zdrželo hlasování. Revoluční tribunál však Marata 24. dubna zprostil viny.
15. dubna 35 ze 48 revolučních sekcí Paříže předložilo Konventu petici požadující stažení 22 poslanců girondy.
Robespierre představil 24. dubna návrh deklarace práv podřizujících osobní majetek společenské užitkovosti, girondisté vyvolali debatu k sociální otázce s odvoláním na hrozbu „anarchistů“ a „agrárního zákona“. Dne 30. dubna Pétion de Villeneuve rozeslal oběžník, ve kterém se pokusil mobilizovat významné osobnosti oháněním se hrozbou agrárního zákona. Dne 3. května, po demonstraci 10.000 sansculotů, vyzval umírněné, aby znovu získali kontrolu nad valnými shromážděními sekcí.
Dne 9. května části Bordeaux ovládané obchodní buržoazií vyslaly výhružný projev proti „anarchistům“, stejně tak i v Nantes. V Marseilles byli 29. dubna vyhnáni représentants en mission a byl vytvořen generální výbor sekcí, který se pustil do stíhání sansculotů a jakobínů. V Lyonu umírnění a monarchisté svrhli montagardy 29. května, Chalier byl uvězněn a 17. července skončil pod gilotinou.
V Paříži 18. května Guadet odsoudil Komunu, kterou označil za anarchickou autoritu, chtivou peněz a nadvlády, a navrhl její okamžité zrušení. Byla ustavena mimořádná komise Dvanácti složená pouze z girondistů. Ta 24. května nařídila zatčení Héberta, Varleta a Dobsena. O kontrolu nad valnými hromadami a výbory sekcí pak začal násilný boj, který v řadě sekcí pokračoval i během léta.
Dne 25. května Komuna požadovala propuštění Héberta, na žádost předsedy Konventu Maximina Isnarda.
Následujícího dne Robespierre vyzval jakobíny k povstání. Dne 28. května sekce Cité svolala ostatní sekce na další den do Biskupského paláce, aby zorganizovaly povstání. 29. května byl z delegátů z 33 sekcí vytvořen 9členný povstalecký výbor, známý jako biskupský výbor. Varlet a Dobsen, které Konvent vydal den předtím, po odchodu girondistů ze zasedací síně, byli jeho součástí. 30. května se k povstání připojilo ředitelství departementů.
Dne 31. května byl biskupský výbor rozšířen na revoluční ústřední výbor o 25 členech přidáním 4 členů Pařížské komuny a 11 zástupců departementů.

## Povstání 31. května

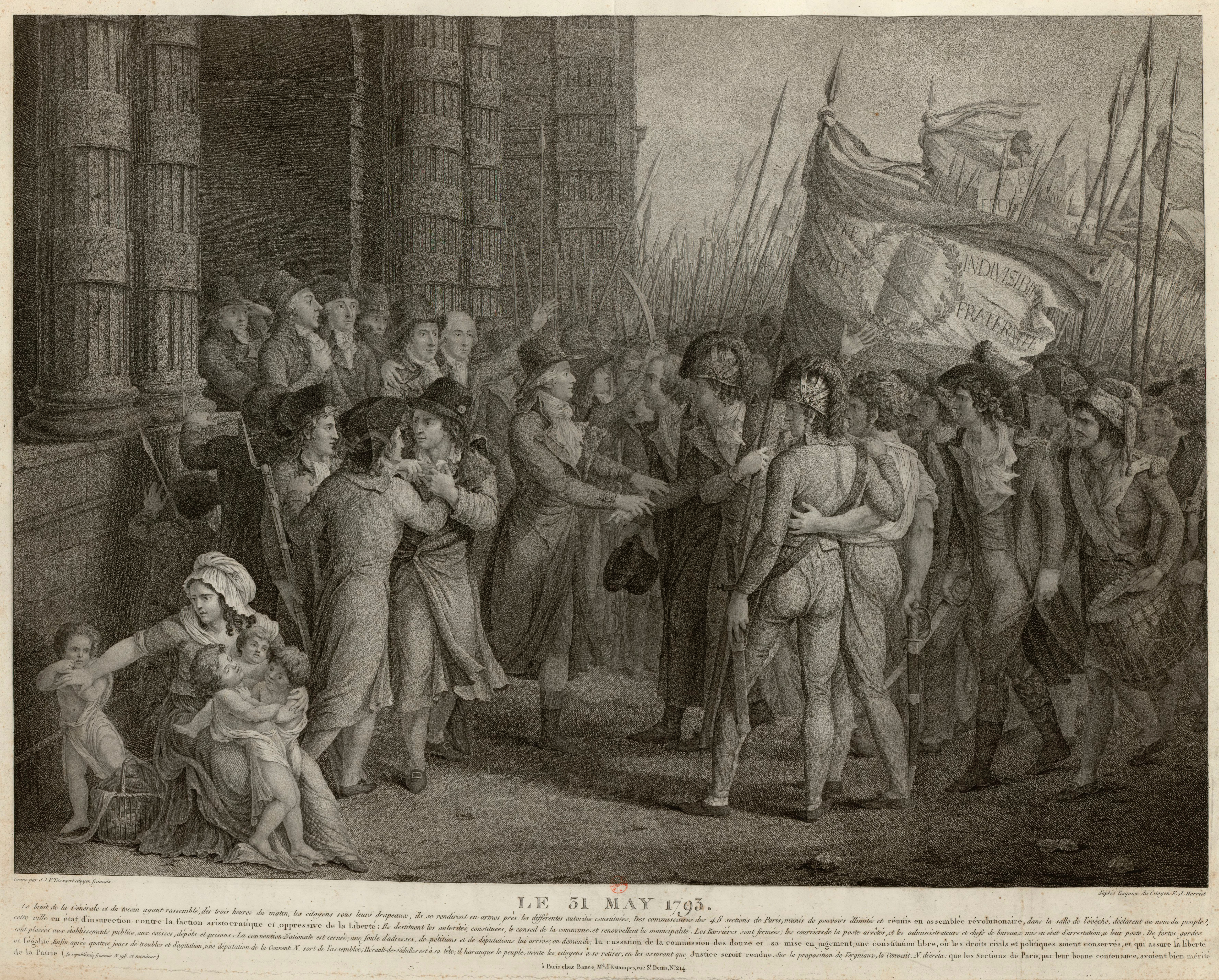
Povstání 31. května 1793, rytina, Jean-Joseph-François Tassaert, BnF, kolem 1800.

Pod vedením biskupského výboru vypuklo 31. května povstání po vzoru vzpoury z 10. srpna 1792. Zástupci sekcí a Komuny se kolem 17. hodiny shromáždili s holemi u Konventu, zatímco dav obsadil přístupy k budově. Zástupci požadovali vyloučení vůdců girondy, zrušení komise dvanácti, zatčení podezřelých, očištění administrativy, vytvoření revoluční armády, přidělení práva volit pouze sansculotům, stanovení ceny chleba na 3 sou díky dani pro bohaté, rozdělování veřejné podpory starým, nemocným a příbuzným dobrovolníků v armádě. S ohledem na Barèrovu zprávu jménem Výboru pro veřejnou bezpečnost a navzdory zásahu Robespierra se Konvent omezil na zrušení komise Dvanácti.

## Povstání 2. června

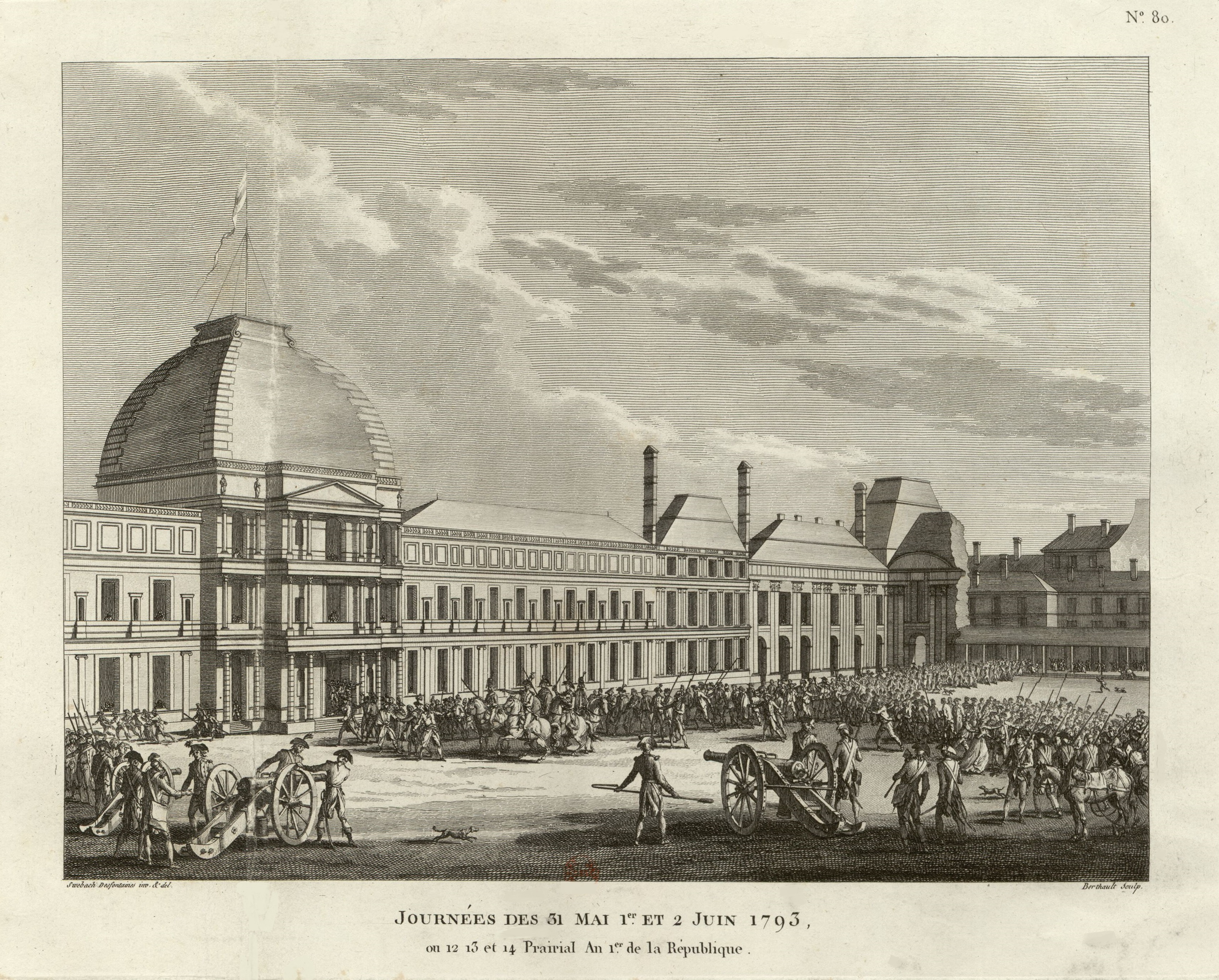
Povstání na rytině Swebach-Desfontainese, BnF, oddělení tisků, kolem 1800.

V neděli 2. června 1793 vypuklo nové povstání. Na příkaz povstaleckého výboru obklíčilo Konvent 80.000 občanů a členů Národní gardy pod vedením Francoise Hanriota, zatímco deputace šla požádat shromáždění o okamžité zatčení girondistických vůdců.
Po zmatené debatě vyšel celý Konvent se svým předsedou Héraultem de Séchellesem ve snaze zamezit povstání. V reakci na to je Hanriot zatlačil zpět. Konvent se vrátil do zasedací síně, kde bylo na návrh Georgese Couthona ve svých domovech zatčeno 22 zástupců požadovaných navrhovateli, jakož i členové komise Dvanácti a ministři Clavière a Lebrun-Tondu. Boyer-Fonfrède a Saint-Martin-Valogne byli z opatření vyloučeni na žádost Legendra, poté Ducos, Dussaulx a Lanthenas na žádost Couthona a Marata. Nakonec bylo nařízeno domácí vězení 29 girondistickým poslancům včetně ministrů Clavièrem a Lebrunem-Tonduem: Barbaroux, Birotteau, Brissot, Buzot, Chambon, Gensonné, Gorsas, Grangeneuve, Guadet, Lanjuinais, Lasource, Lehardy, Lesage, Lidon, Louvet, Pétion, Salle, Valazé a deset členů komise Verniaud, Bergoeing, Boilleau, Guardian, Gomaire, Kervélégan, La Hosdinière, Henry-Larivière, Mollevaut, Rabaut, Viger).

## Následky
Několik girondistických poslanců umístých do domácího vězení uprchlo a podporovalo federalistická povstání v Normandii, Bretani, jihozápadě a jihu. Podobně 75 poslanců podepsalo mezi 6. a 19. červnem protesty proti opatření z 2. června. Pro uklidnění departementů, znepokojených hrozbou diktatury pařížských sansculotů, byla Saint-Justova zpráva o zadržených nebo uprchlých poslancích předložená 8. července zmírněna.
V sociální rovině zákon ze 3. června 1793 o způsobu prodeje majetku emigrantů upřesnil, že bude rozdělen na malé parcely ve prospěch chudých rolníků, kteří mohou využít desetiletou lhůtu k zaplacení. Zákon ze dne 10. června o dobrovolném dělení obecního majetku uváděl, že se bude dít rovným dílem pro všechny usazené obyvatele, a že o každý pozemek se bude losovat. Nakonec zákon ze 17. července o feudálním režimu definitivně zrušil veškerá lenní práva bez náhrady (na rozdíl od srpnových dekretů), přičemž listiny musely být odneseny na obecní matriku ke spálení. Mezitím 23. června, na žádost Billaud-Varennes Konvent zrušil stanné právo.
Na politické úrovni byla po rychlé diskusi 24. června odhlasována ústava roku I. Ústava byla při lidovém hlasování přijata více než 1 800 000 hlasy proti přibližně 17 000 ne, více než 100 000 voličů ji schválilo pouze s pozměňovacími návrhy upravujícími text, výsledky byly vyhlášeny dne 10. srpna 1793. Tato ústava však nikdy nevstoupila v platnost.
Podle historika Raymonda Monniera si v tomto povstání jakobíni zachovali od začátku do konce iniciativu i politické směřování události. Zběsilí, zastánci radikálních sociálních opatření a přímé demokracie, kteří se podíleli na jeho přípravě, nikdy nedokázali převládnout se svými názory.